# ناو بندي
ناو بندي (بالفارسية: ناوبندي)) هي قرية إيرانية تقع في قسم لامرد الريفي في الناحية المركزية في مقاطعة لامرد، محافظة فارس، إيران.